# كالوم غراهام
كالوم غراهام هو كاتب أغاني كندي، ولد في 29 أكتوبر 1991 في تورونتو في كندا.